# Clark Porter Kuykendall
Clark Porter Kuykendall (ur. 10 maja 1896 w Towanda, Pa., zm. 7 maja 1957 w Ashville, NC) – amerykański prawnik i urzędnik konsularny.

## Życiorys
Syn Benjamina, prawnika (prokuratora okręgowego), prezesa lokalnego banku (Citizens' National bank of Towanda), i Louise. Członek społeczności episkopalnej. Ukończył Towanda High School w Towanda. Studiował na Mercersburg Academy w Mercersburg, Pa.. Pełnił służbę w służbie medycznej Armii Amerykańskiej, we Francji (1917-1919), po czym został uhonorowany francuskim Krzyżem Wojennym za dokonania pod Flirey. Absolwent prawa na Columbia University w Nowym Jorku (1920). Wstąpił do Służby Zagranicznej, pełniąc szereg funkcji konsularnych, m.in. wicekonsula w Amsterdamie (1920-1923), wicekonsula/konsula w Batawii (1923-1927), konsula w Oslo (1927-1930), Bergen (1930), Oslo (1930), Neapolu (1930-1933), Cherbourgu (1933-1935), I sekretarza poselstwa/konsula w Kownie (1935-1938), konsula w Gdańsku (1938-1940), Królewcu (1940-1941), Karachi (1941), Manili (1941-1942), pracownika Departamentu Stanu (1943-1944), konsula/konsula gen. w Liverpoolu (1944-1948), i konsula gen. w Lagos (1948). Pochowany na Oak Hill Cemetery w Towanda.